# Michael Ray (Countrysänger)
Michael Ray (* 29. April 1988 in Eustis, Florida) ist ein US-amerikanischer Countrysänger. Seinen Durchbruch hatte er 2015 mit dem Song Kiss You in the Morning. 

## Biografie
Michael Ray wuchs in Florida auf und wurde durch seinen Großvater, der selbst Country- und Gospelmusiker war, zur Musik gebracht. Er lehrte ihn auch Gitarrespielen und nahm ihn zu Auftritten mit. Nach dem Schulabschluss gründete er 2006 eine Band, mit der er im südlichen Florida auftrat. In den folgenden Jahren machte er sich im gesamten Bundesstaat einen Namen, war Hauptgast im House of Blues in Orlando und seine Songs wurden regelmäßig im Regionalsender gespielt.
Musikmanager Tony Conway wurde auf ihn aufmerksam und begann ihn zu fördern. Er brachte ihn 2012 zum Talentwettbewerb The Next: Fame Is at Your Doorstep des Senders The CW. Mit Mentor John Rich von Big & Rich schaffte er den Sieg und bekam einen Plattenvertrag mit Warner/Chappell. Es vergingen mehr als zwei Jahre, in denen er an seiner ersten offiziellen Albumveröffentlichung arbeitete und unter anderem auch als Co-Autor am Big-&-Rich-Hit Run Away with You beteiligt war. 2015 erschien seine Debütsingle Kiss You in the Morning. Sie stieg auf Platz 1 der Country-Radiocharts, war ein Top-10-Countryhit und kam in die offiziellen Singlecharts. Das Lied wurde mit Gold ausgezeichnet. Die gleichnamige EP platzierte sich ebenfalls in den Countrycharts.
Noch im selben Jahr veröffentlichte Michael Ray sein Debütalbum mit seinem Namen als Titel und stieg damit auf Platz 21 der Albumcharts ein. Die vierte Singleauskopplung Think a Little Less, geschrieben unter anderem von Thomas Rhett, kam auf Platz 3 der Countrycharts und erreichte Platinstatus.
Danach ging er erst einmal ausgiebig auf Tour, bevor er mit Produzent Scott Hendricks die Arbeiten an seinem zweiten Album begann. Amos erschien 2018, und obwohl es wie der Vorgänger in die Top 5 der Countrycharts kam, konnte es nicht ganz an den Debüterfolg anknüpfen. Immerhin erreichte er mit drei Songs Goldstatus, darunter sein dritter Country-Top-10-Erfolg One That Got Away. Danach wurde es etwas ruhiger um ihn, auch da durch COVID-19-Pandemie lange die Auftritte eingeschränkt waren. Im Herbst 2021 meldete er sich mit der Hitsingle Whiskey and Rain zurück.

## Diskografie

### Alben
| Jahr | Titel                     | Höchstplatzierung, Gesamtwochen, AuszeichnungChartplatzierungen (Jahr, Titel, Platzierungen, Wochen, Auszeichnungen, Anmerkungen) | Höchstplatzierung, Gesamtwochen, AuszeichnungChartplatzierungen (Jahr, Titel, Platzierungen, Wochen, Auszeichnungen, Anmerkungen) | Anmerkungen                          |
| Jahr | Titel                     | US | Country | Anmerkungen                          |
| ---- | ------------------------- | --- | --- | ------------------------------------ |
| 2015 | Kiss You in the Morning … | — | Country37 (3 Wo.)Country | EP                                   |
| 2015 | Michael Ray               | US21 (4 Wo.)US | Country4 (19 Wo.)Country | Erstveröffentlichung: 7. August 2015 |
| 2018 | Amos                      | US53 (1 Wo.)US | Country5 (2 Wo.)Country | Erstveröffentlichung: 1. Juni 2018   |

Weitere Alben
- 2014: Tour Bootleg (EP)
- 2015: Michael Ray (Eigenveröffentlichung)
- 2021: Higher Education (EP)

### Singles
| Jahr | Titel Album                         | Höchstplatzierung, Gesamtwochen, AuszeichnungChartplatzierungen (Jahr, Titel, Album, Platzierungen, Wochen, Auszeichnungen, Anmerkungen) | Höchstplatzierung, Gesamtwochen, AuszeichnungChartplatzierungen (Jahr, Titel, Album, Platzierungen, Wochen, Auszeichnungen, Anmerkungen) | Anmerkungen                              |
| Jahr | Titel Album                         | US | Country | Anmerkungen                              |
| --- | ----------------------------------- | --- | --- | ---------------------------------------- |
| 2015 | Kiss You in the Morning Michael Ray | US55 Gold · (14 Wo.)US | Country10 (26 Wo.)Country | Erstveröffentlichung: 17. Februar 2015   |
| 2015 | Real Men Love Jesus Michael Ray     | — | Country28 (21 Wo.)Country |                                          |
| 2016 | Think a Little Less Michael Ray     | US54 Platin · (16 Wo.)US | Country3 (26 Wo.)Country |                                          |
| 2017 | Get to You Amos                     | US— GoldUS | Country17 (37 Wo.)Country | Erstveröffentlichung: 15. Juni 2017      |
| 2018 | One That Got Away Amos              | US67 Gold · (9 Wo.)US | Country10 (28 Wo.)Country | Erstveröffentlichung: 30. November 2018  |
| 2019 | Her World or Mine Amos              | US— GoldUS | Country31 (22 Wo.)Country | Erstveröffentlichung: 3. April 2020      |
| 2019 | Whiskey and Rain Higher Education   | US37 Platin · (20 Wo.)US | Country6 (39 Wo.)Country | Erstveröffentlichung: 25. September 2020 |
| Folgende Lieder erschienen nicht als Single, wurden aber durch das Album zum Download und Streaming bereitgestellt und konnten somit eine Platzierung erlangen: |                                     | | |                                          |
| |                                     | | |                                          |
| 2015 | Another Girl Michael Ray            | — | Country50 (1 Wo.)Country |                                          |